# Stomp (compagnia teatrale)

Il logo degli Stomp

Gli Stomp (graficamente riportati anche come STOMP) sono un gruppo britannico di percussionisti, ballerini e performers di teatro fisico.

## Storia

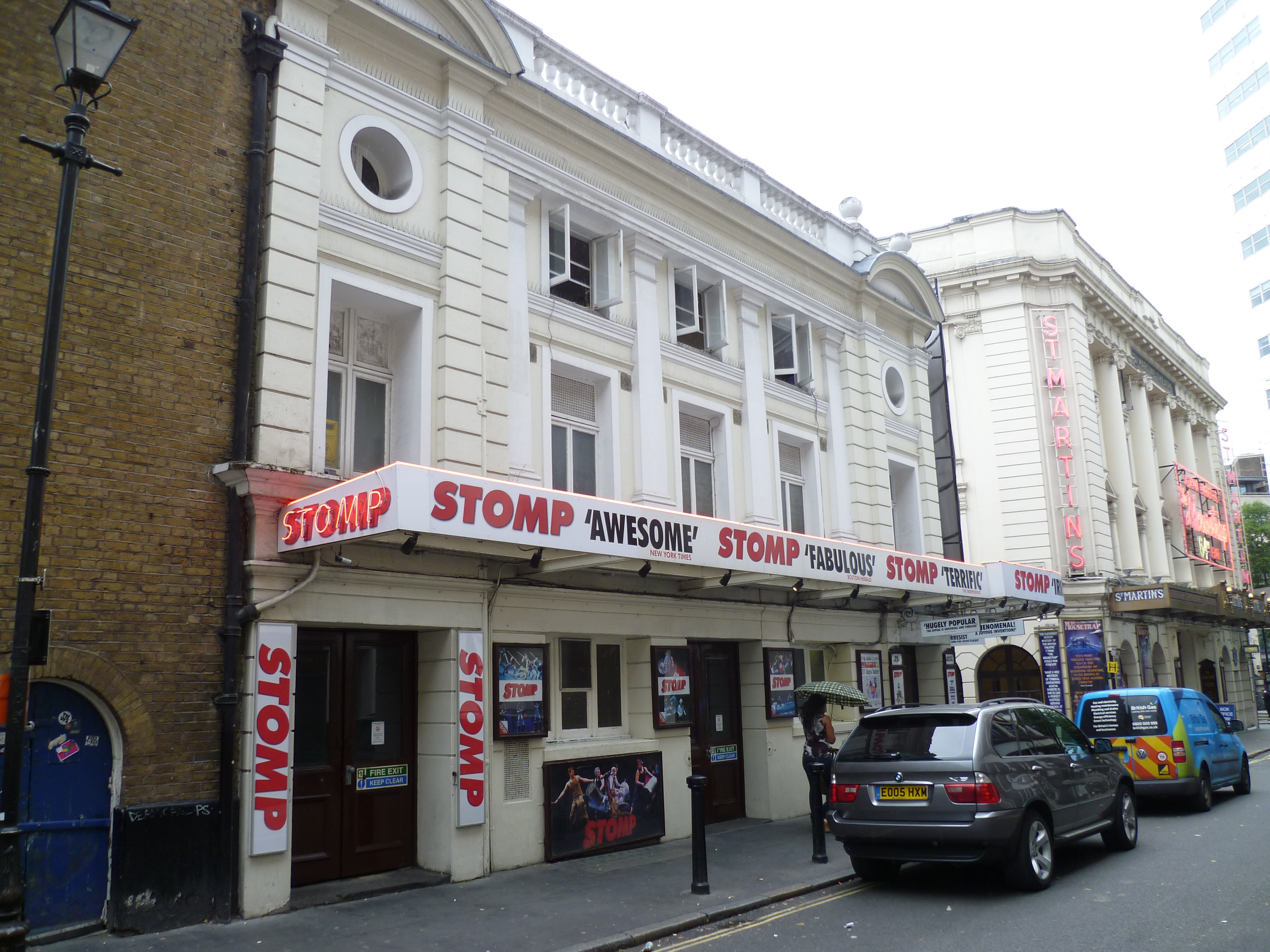
Lo spettacolo degli Stomp all'Ambassadors Theatre di Londra nel luglio del 2016

Il gruppo nasce nel 1991 a Brighton, in Gran Bretagna su iniziativa di Luke Cresswell e Steve McNicholas; il debutto avviene nello stesso anno al Fringe Festival di Edimburgo. Dal 1991 al 1994 gli Stomp tengono la loro prima tournée internazionale toccando, tra le altre città, anche Hong Kong, Barcellona, Dublino e Sydney. Sempre nel 1994 vincono il Premio Laurence Olivier per la migliore coreografia teatrale, si esibiscono al Teatro Orpheum di New York e ottengono una citazione speciale all'Obie Award. Nel 1996 si esibiscono sull'Acropoli di Atene.
Nel 1998 il documentario sui loro spettacoli, intitolato Stomp Out Loud, prodotto dal canale televisivo HBO, è candidato a quattro Emmy Award vincendo il premio Outstanding Multi-Camera Picture Editing for a Special, Miniseries or a Movie.  Nel 2000 si esibiscono nelle celebrazioni per il nuovo millennio al Lincoln Memorial e appaiono in uno dei video Let's Make Music del franchise Sesame Street. 
Nel 2007 la succursale di New York della compagnia inscena il suo cinquemillesimo spettacolo. Nel 2012 gli Stomp si esibiscono durante la cerimonia di chiusura dei Giochi della XXX Olimpiade di Londra. Nel 2017 la compagnia si esibisce nel suo decimillesimo spettacolo all'Orpheum Theatre di New York.